# Port de Dafu

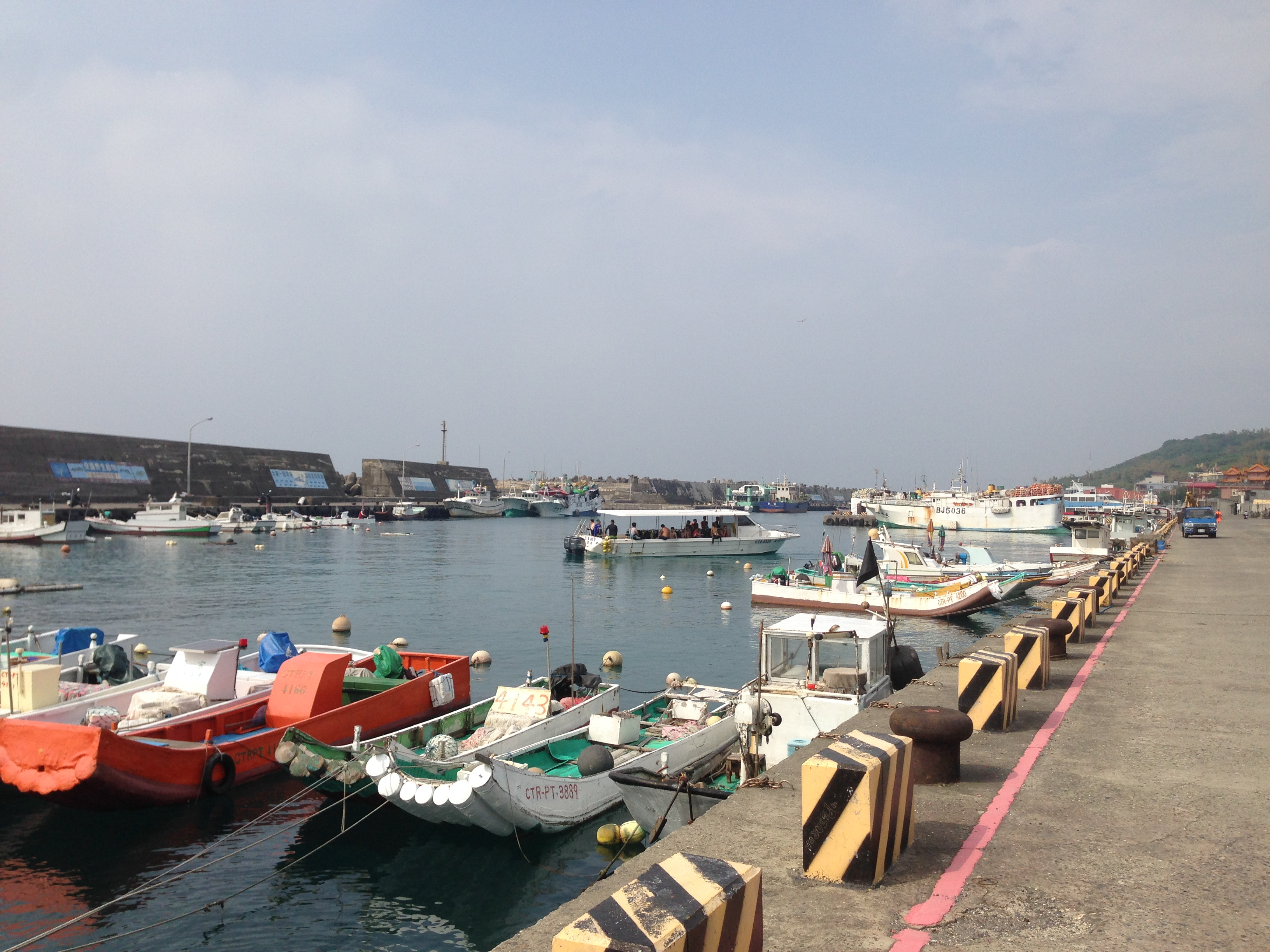
Vue du port de Dafu

Le port de Dafu (chinois traditionnel: 大福漁港 ; pinyin: Dàfú Yúgǎng) est un port de l'île de Liuqiu dans le comté de Pingtung à Taïwan. C'est un port d'attache pour les navires de pêche opérant à partir de l'île. C'est le deuxième plus grand port de l'île après celui de Baisha. 

## Destination
Le port dessert des ferries pour le canton de Donggang sur l'île de Taïwan. 